# Lăzarea (gmina)
Lăzarea – gmina w Rumunii, w okręgu Harghita. Obejmuje miejscowości Ghiduț i Lăzarea. W 2011 roku liczyła 5536 mieszkańców.